# Сантос, Хуан Мануэль
Хуа́н Мануэ́ль Са́нтос Кальдеро́н (исп. Juan Manuel Santos Calderón; род. 10 августа 1951, Богота) — президент Колумбии с 7 августа 2010 года по 7 августа 2018 года, бывший министр национальной обороны Колумбии. Лауреат Нобелевской премии мира 2016 года.

## Биография
Сантос происходит из известной политической династии. Сестрой его прапрадеда была Мария Антония Сантос Плата, героиня войны за независимость Колумбии. Брат его деда Эдуардо Сантос был президентом Колумбии в 1938—1942 годах, а также основал и редактировал газету El Tiempo. Его отец Энрике Сантос Кастильо был редактором газеты более 50 лет. Его двоюродный брат Франсиско Сантос Кальдерон был вице-президентом при президенте Альваро Урибе.
В 1973 году получил степень бакалавра экономики в Канзасском университете. Магистр Лондонской школы экономики (1975), специализация — экономическое развитие. Магистр государственного управления Правительственной школы Джона Ф. Кеннеди при Гарвардском университете (1981).
С 18 ноября 1991 по 7 августа 1994 года — министр внешней торговли. С 7 августа 2000 по 7 августа 2002 года — министр финансов и государственного кредита. С 19 июля 2006 по 18 мая 2009 года — министр обороны.
В 2010 году Сантос стал кандидатом в президенты. Первый раунд выборов был проведён 30 мая 2010 года. За Сантоса проголосовали 46,5 % избирателей, а за его основного соперника Антанаса Мокуса — 21,5 %. Так как никто из кандидатов не набрал более 50 процентов, 20 июня 2010 года был проведён второй раунд выборов, в котором участвовали лишь два основных кандидата. На нём Сантос получил 69,06 % голосов и стал новым президентом.
15 июня 2014 года был переизбран и 7 августа 2014 года повторно занял должность Президента Колумбии на период 2014—2018 годов.
Политические взгляды Сантоса правоцентристские.
26 сентября 2016 года подписал с партизанской группировкой FARC мирный договор, направленный на завершение полувековой Гражданской войны в Колумбии. После провала утверждения этого соглашения на всенародном референдуме 2 октября 2016 года подписал новое, несколько изменённое по содержанию, мирное соглашение с FARC 24 ноября 2016 года.
Получил Нобелевскую премию мира 2016 года с формулировкой «За усилия по прекращению в стране более чем полувековой гражданской войны».

## Политическая жизнь
Сантос присоединился к Национальной федерации производителей кофе в Колумбии (1972 год) и в течение девяти лет представлял её перед Международной организацией кофе в Лондоне. В 1981 году он вернулся в страну и стал заместителем директора Эль Тиемпо, став одним из самых влиятельных членов своего поколения в семье Сантоса.
Сантос был назначен министром внешней торговли во время мандата президента Сезара Гавирии в 1991 году, когда этот офис был создан; в 1993 году он был избран Сенатом в качестве Президентского Назначения. Он был последним человеком, который занимал такую должность, потому что через год его заменил вице-президент Республики. Во время своего пребывания в портфеле внешней торговли Сантос был тем, кто предложил изменить законное время страны на летнее время в течение девяти месяцев, чтобы противодействовать влиянию запрограммированных отключений электроэнергии. В период с 1995 по 1997 год он был частью триумвирата, который возглавлял Колумбийскую либеральную партию, уйдя на пенсию, чтобы представить свою предварительную кандидатуру на пост президента, хотя эти намерения не оправдались.
В письме в 1997 году Сантос предложил демилитаризованную зону во время администрации Сампера. В письме он сказал:
После того, как правительство будет интегрировано, президент в своём качестве директора общественных сил и Верховного Главнокомандующего Вооружёнными Силами Республики приступит к порядку расчистки ранее согласованной области национальной территории в конфликте или что то же самое , для осуществления вывода публичных сил из заданного географического пространства. Эта область станет зоной разрядки и диалога, с тем чтобы обеспечить с полными гарантиями и полной безопасностью встречу представителей правительства, Конгресса, гражданского общества и Национальной согласительной комиссии с повстанцами.Хуан Мануэль Сантос
Сантос также предложил президенту Эрнесто Самперу, что следующий президент будет отвечать за созыв учредительной национальной ассамблеи, которая была бы результатом дискуссий между правительством и партизанами. На пресс-конференции Сантос прочитал своё собственное письмо Самперу, где он упомянул следующее: «Для этой дискуссии может иметь место, правительство будет распоряжаться о разминировании территории страны, предварительно согласованной».
В 2000 году он был назначен министром финансов и общественного кредита в конце срока Андрес Пастраны.

### Президент Колумбии (2010—2018)
Сантос сказал, что он будет стремиться к президентству Колумбии в 2010 году, по его словам, если бы президент Альваро Урибе не сделал этого в случае одобрения референдума, который позволил бы ему вступить в должность президента в третий раз. После того, как Конституционный суд Колумбии определил, что референдум по переизбранию был неконституционным, Сантос объявил о своих президентских устремлениях на период 2010—2014 годы от имени партии У. Сантоса, вместе с кандидатом от Партии зелёных Антанасом Мокусом, опросами как возможные варианты, чтобы выиграть президентство Колумбии.
Президентская кампания Сантоса была основана на продолжении Демократической политики безопасности, реализуемой в течение восьми лет президентства Урибе. Сантос выбран в качестве напарника бывшего министра и бывшего губернатора департамента Вайе дель Каука, Анхелино Гарсон.
Сантос сказал во втором туре при поддержке важных секторов Либеральной партии, формальное присоединение радикального изменения (третий в первом раунде) и Консервативная партия (пятый).
30 мая 2010 года Сантос получил 46,56 % действительных голосов, за что он согласился на второй тур выборов против кандидата от колумбийской партии зелёных Антанаса Макуса, который состоялся 20 июня. В этот день и 68,9 % голоса (9,004,221 голосов из общего голосования 14 миллионов), победный для президента Колумбии против своего конкурента.

### Мирные соглашения сFARC, Премия Нобеля и диалоги с НОА
Вскоре после вступления в должность Хуан Мануэль Сантос начал сближение с FARC, с тем чтобы положить конец наиболее важной конфронтации колумбийского внутреннего вооружённого конфликта. Диалоги мира начались с ознакомительных встреч 1 марта 2011 года и 18 октября 2012 года в Осло, Норвегия. 24 августа 2016 года делегации правительства Колумбии и FARC объявили, что они прибыли к целому и окончательному соглашению, которое было подписано в Картахене 26 сентября 2016 года, но не было ратифицировано на референдуме 2 октября 2016 года.
В последующие дни Сантос начал переговоры с оппозицией о возможных изменениях мирного соглашения с FARC. 12 ноября, через полтора месяца после плебисцита, был достигнут пересмотр и изменение соглашений с FARC с учётом аргументов и возражений сторонников НЕТ, ратифицировавших соглашение в Конгрессе для его осуществления, начиная с 1 декабря того же года.
Это соглашение принесло Хуану Мануэлю Сантосу Нобелевскую премию мира 2016 года. Среди причин такого признания — «его решительные усилия по прекращению более чем 50-летней гражданской войны в стране, которая стоила жизни по меньшей мере, 220 000 колумбийцам и изгнанию около шести миллионов человек».
Несмотря на эти достижения, президент Сантос объявил в марте 2016 года, официально, начало мирных переговоров с другим вооружённым партизанским государством, Национально-освободительной армией (ELN), 48 после более чем двух лет подготовительного этапа для обсуждения повестки дня о возможных пунктах для мирного процесса; Однако начало диалогов было приостановлено до тех пор, пока ELN не выпустит заложников, удерживаемых им. После освобождения бывшего конгрессмена провинции Чокоано Одина Санчес Монтес де Оки, 4 февраля 2017 года, 7 числа этого месяца был официально установлен стол переговоров с вооружённой группой, и таким образом была сделана попытка закончить вооружённый конфликт с партизанами левой тенденции.

## Личная жизнь
С 1987 года Сантос женат вторым браком. Его первый брак с режиссёром и телеведущей Сильвией Амая Лондоньо продлился три года. Свою вторую жену, промышленного дизайнера Марию Клеменсию Родригес Мунера, Сантос встретил, когда был заместителем директора газеты El Tiempo. Мария тогда работала секретарём в Министерстве коммуникаций и информационных технологий. От этого брака у Сантоса родилось трое детей: Мартин (род. 1989), Мария Антония (род. 1991) и Эстебан (род. 1993).
Сантос утверждает, что уже долгое время практикует трансцендентальную медитацию. В 1998 году он встречался с основателем трансцендентальной медитации Махариши Махеш Йоги.